# 운동 (물리학)

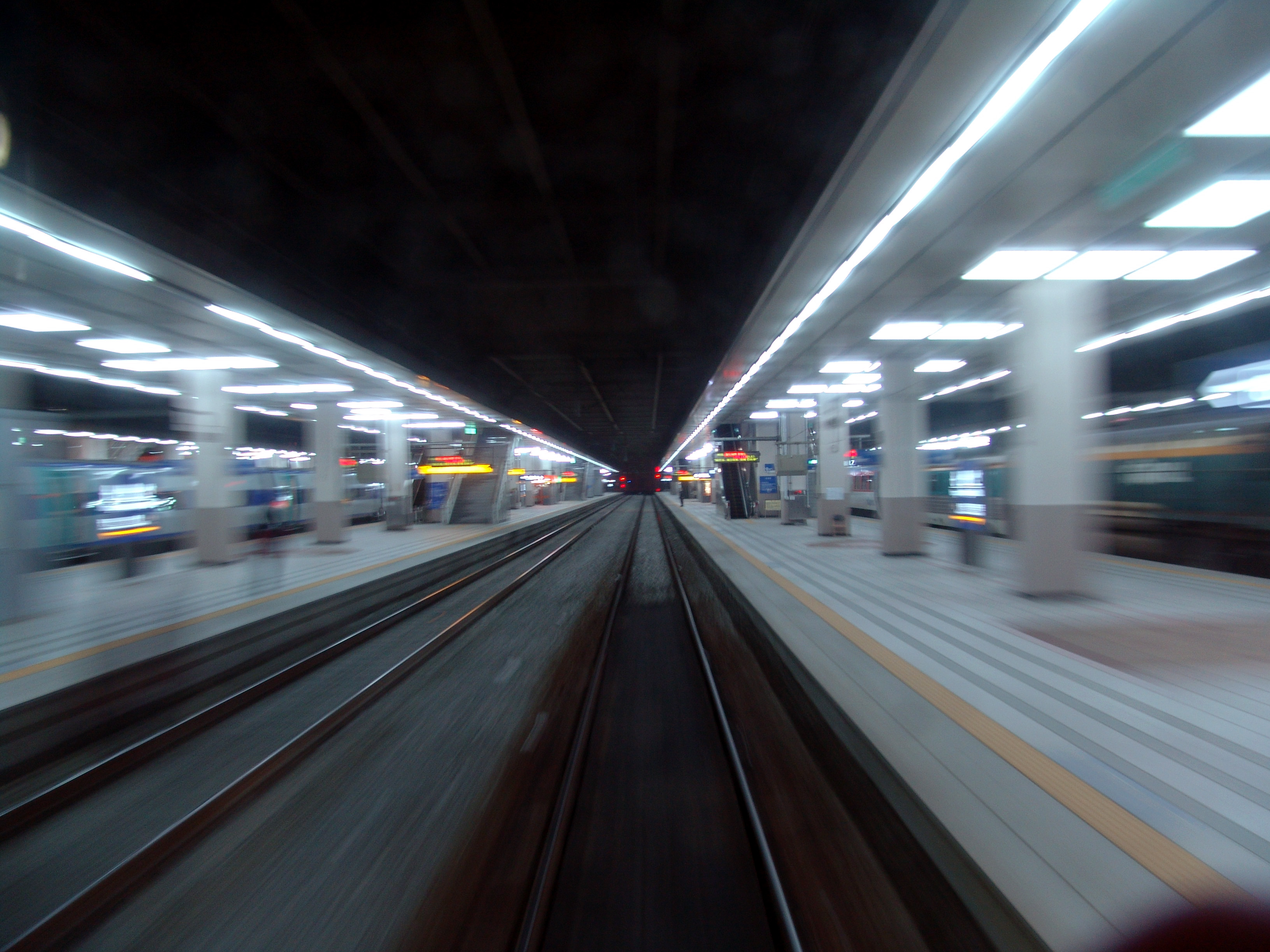
사진에서 용산역을 떠나는 지하철과 같이 운동은 위치의 변화를 수반한다.

운동(運動)은 물리학에서 시간에 따라 물체의 위치가 변하는 것이다. 운동은 보통 변위, 이동거리, 속도, 가속도, 시간, 속력과 관련하여 기술된다. 물체의 운동은 관측자의 기준계를 설정한 다음 기준계에 대해 물체의 상대적인 위치의 변화를 측정하여 관측될 수 있다.
만약 물체의 위치가 기준계에 대해 변하지 않는다면 물체는 정지해 있다고 말한다. 한 물체의 운동 상태는 힘이 작용하지 않는 한 변하지 않는다. 운동량은 물체의 운동을 측정하기 위해 사용되는 물리량 중 하나이다. 물체의 운동량은 물체의 질량과 속도에 직접적으로 관련이 있고 고립계의 모든 물체의 총 운동량은 운동량 보존 법칙에 의해 시간에 따라 변하지 않는다.
절대적인 기준계란 존재하지 않으므로 절대적인 운동이란 것도 존재하지 않는다. 따라서 우주의 모든 물체는 움직이고 있다고 생각할 수 있다.
좀더 일반적으로 운동은 물체, 입자 뿐만 아니라 복사, 복사 입자, 공간에까지 적용될 수 있는 개념이다. 모양이나 경계의 운동도 생각해 볼 수 있다. 그래서 운동이라는 용어는 일반적으로 물리적 계의 배치(Configuration)의 지속적인 변화를 의미한다. 예를 들어, 파동의 운동이나 특정 위치를 차지하는 확률로 구성된 양자의 운동에 대해서도 생각할 수 있을 것이다.

## 운동 법칙
물리학에서 운동이란 명백히 상반되는 두 개의 역학을 통해 기술된다. 일상생활에서 접하는 우주의 모든 거시적인 운동들(발사체, 행성, 세포, 사람 등)은 고전 역학에 의해 기술된다. 반면에 아주 작은 원자나 아원자 물체들의 운동은 양자 역학에 의해 기술된다.

### 고전 역학
고전 역학은 우주선, 행성, 별, 은하 같은 천체 뿐만 아니라 발사체부터 기계의 부품까지 거시적인 물체의 운동을 기술하는데 사용된다. 고전 역학은 이런 물체들을 기술하는데 매우 정확하며 기술, 공학, 과학 같은 분야에서 가장 크고 오래된 학문이다.
고전 역학은 기본적으로 뉴턴의 운동 법칙에 기초한다. 이 법칙들은 물체에 작용하는 힘과 물체의 운동의 관계를 기술하며 1687년 7월 5일 아이작 뉴턴의 자연철학의 수학적 원리에서 처음 소개되었다. 이 법칙들은 다음과 같다.
1. 외력이 작용하지 않는한 물체는 정지해 있거나 일정한 속도로 움직인다.
2. 외력이 작용하여 방향을 바꾸기 전까진 물체는 한 방향으로만 움직인다.
3. 한 물체가 다른 물체에게 힘 F를 가한다면 다른 물체또한 처음 물체에게 힘 −F만큼 가한다. 이 때 두 힘은 크기가 같고 방향이 반대이다. 따라서 힘 F를 준 물체는 뒤로 움직이게 된다.

뉴턴의 세 운동 법칙은 우주 공간에서의 천체들의 공전에 대해 처음으로 정확한 수학적 모델을 제공하였다. 이로 인해 지구상에 있는 물체와 천체의 운동을 통합할 수 있게 된다.
고전 역학은 나중에 아인슈타인의 특수 상대성 이론과 일반 상대성 이론에 의해 보강된다. 빛의 속력에 가까운 물체의 운동이나 중력과 관련된 운동을 다룰 때 특수 상대성 이론과 일반 상대성 이론이 필요하다.

### 양자 역학
양자 역학은 원자 수준의 물질(분자와 원자)과 아원자 입자(전자, 양성자 등)에서의 물리적 계를 기술할 때 쓰인다. 예를 들어, 물질이나 방사선 에너지의 파동적 성질과 입자적 성질이 동시에 나타나는 현상을 기술할 때 쓰인다. 이는 파동-입자 이중성이라고 불린다.
고전 역학에서 위치나 속도같은 물체의 상태에 대한 정확한 측정과 예측이 가능하다. 하지만 양자 역학에서는 하이젠베르크의 불확정성 원리 때문에 미시세계의 완벽한 상태(위치나 속도)들은 동시에 측정될 수 없다.
원자 수준의 현상을 기술하는 것 뿐만 아니라 양자 역학은 초유체, 초전도체나 후각 수용체, 단백질의 구조를 포함하는 생물계 같은 거시 수준의 현상들을 이해하는데에도 매우 유용하다.

## 빛
빛의 속력은  299,792,458 m/s이다. 빛의 속력(또는 c)는 질량이 없는 입자와 진공에서 그것과 관련된 장의 속도이며 에너지, 물질, 정보가 가질 수 있는 속력의 상한이다. 따라서 빛의 속력은 물리적 계의 최고 속력이라고 볼 수 있다.
게다가 빛의 속력은 불변량이다. 관측자의 위치나 속력에 상관없이 항상 일정하며 이런 성질이 빛의 속력을 자연 상수중의 하나로 자리매김하게 하였다.

## 운동의 종류
- 조화 단진자 운동 (진자 등).
- 부조화 운동.
- 주기 운동.
- 선형 운동 - 선형인 경로를 따라 움직이는 운동이며 이 때 변위와 궤도는 정확히 같다.
- 왕복 운동 (진동 등).
- 무작위 운동 (진동 등).
- 브라운 운동 (입자의 무작위 운동).
- 원형 운동 (행성의 공전 등).
- 자전 운동 - 고정된 점을 중심으로 한 운동 (관람차 등)
- 곡선 운동 - 평면이나 공간안에서의 곡선을 따라 이동하는 운동.
- 또는 위에 제시된 운동들을 합친 운동.